# Changwon United FC
Changwon United FC (kor. 창원 유나이티드 FC)  – klub piłkarski z Korei Południowej z miasta Ch'angwŏn, Rozwiązany w 2008 roku.

## Historia
W 2007 roku Klub grał pod nazwą Changwon Doodae FC. W latach 2007–2008 występował w K3 League (3. liga). W 2008 roku po zakończeniu pierwszej części sezonu klub wycofał się z rozgrywek ligowych. 